# Ludwig Hasler
Ludwig Frank Hasler (* 4. Oktober 1944 in Beromünster; heimatberechtigt in Beromünster und Lommis) ist ein Schweizer Philosoph und Publizist.

## Biographie
Ludwig Hasler studierte Physik, Philosophie, Germanistik und Klassische Philologie an der Universität Zürich. Nach dem Abschluss des Studiums mit seiner Promotion zur Bedeutung der Skepsis in der Philosophie war er zunächst als Gymnasiallehrer tätig und lehrte als Philosoph – mit Schwerpunkt auf dem Deutschen Idealismus – an der Universität Bern und der Universität Zürich. 1980 wechselte Hasler in den Journalismus, er war Mitglied der Chefredaktion zunächst beim St. Galler Tagblatt, dann bei der Zürcher Weltwoche. Daneben war er Leiter der Journalistenschule St. Gallen und Dozent an der Universität St. Gallen. Hasler war Mitglied der Kantonalen Bildungskommission des Kantons Luzern, Stiftungsratspräsident der Zürcher Schule für Angewandte Linguistik, Mitglied des publizistischen Ausschusses des AZ-Medien-Konzerns, Mitglied der Gruppe «Digitalisierung» der Economiesuisse und Mitglied des Stiftungsrats von «Esprix Swiss Award for Excellence».
Seit 2001 ist Hasler als freier Publizist, Redner und Hochschuldozent für Philosophie und Medientheorie tätig. Er schreibt Kolumnen und Essays in Fachzeitschriften und Zeitungen und publiziert Bücher. 
Hasler lebt in Zollikon am Zürichsee.

## Internet
Hasler sieht im Internet ein «neue[s] digitale[s] Reich der Amateure» und verteidigt das Recht der Laien in diesem Medium gegen die Anmassungen der Experten. Historisch seien immer wieder Laienbewegungen aufgetreten; das Internet könne als technische Wiederverkörperung der zu verschiedenen Zeiten reklamierten «Weisheit auf der Gasse» verstanden werden. Es sei eine «Maschine zur Umverteilung der Macht» – weg von den Experten, hin zu «findige[n] Laien». «Eliten leben davon, dass sie etwas wissen oder können, das die Menge nicht weiss und nicht kann – noch besser etwas, das die Menge zum Staunen bringt, etwas Geheimes, Geheimnisumwobenes, Sakrales. Die Abwehr neuer Medientechniken entspringt der Sorge um Ruhe und Ordnung – und der Angst der Elite, die Gesellschaft aus der Kontrolle zu verlieren.»

## Bücher
- (Hrsg.) Schelling: Seine Bedeutung für eine Philosophie der Natur und der Geschichte. Frommann-Holzboog, Stuttgart-Bad Cannstatt 1981 (= problemata 91). ISBN 3-7728-0813-1
- (Mithrsg.), Religion et politique dans les années de formation de Hegel. L'Age d'Homme, Lausanne 1982.
- Untersuchungen zur Skepsis-Diskussion von Kant bis Schulze. Universität Zürich, Zürich 1988.
- Geschmack und Unternehmenskultur. Drei-Punkt-Verlag, Wald 2003 (= biofacetten 9). ISBN 3-905409-07-0
- Demokratie ist kein Heimatverein. Romero, Luzern 2004 (= Zeichen der Zeit)
- Die Erotik der Tapete. Verführung zum Denken. Huber, Frauenfeld – Stuttgart – Wien 2005. ISBN 3-7193-1384-0
- Des Pudels Fell. Neue Verführung zum Denken. Huber, Frauenfeld – Stuttgart – Wien 2010. ISBN 978-3-7193-1563-4
- Für ein Alter, das noch was vorhat. Mitwirken an der Zukunft. Rüffer & Rub, Zürich 2019. ISBN 978-3-906304-53-3